# 살카드
살카드(Salkhad, 아랍어: صَلْخَد Ṣalḫad[*])는 시리아 남부의 수와이다주에 있는 시리아의 도시다.
이 도시는 수와이다주의 세 구역 중 하나인 살카드 구의 주도다. 2004년 인구 조사에서 9,155명의 주민이 있었다. 살카드에서는 드루즈가 우세한 인구를 구성하며, 기독교인과 수니 이슬람교도 베두인족이 소수를 이룬다.
이 도시는 중앙 자발 엘 드루즈 고지대에서 해발 1350미터에 위치한다.

## 역사
이 도시는 히브리어 성경에 "살카"(히브리어: סַלְכָּה Salḵāh)라는 이름으로 네 번 언급되는데, 이는 성경 속 바산의 정착지다. 기원전 2세기 동안 살카는 번성하는 나바테아 도시였으며, 그곳에서 두샤라와 알라트 신이 숭배되었다. 이후 로마의 아라비아 주로 편입되었고, 로마 시대와 이후 비잔틴 시대 동안 하우란의 중요한 도시 중 하나였다. 살카드는 6세기 마다바 모자이크 지도에 표시되어 있다.
서쪽의 하우란 평원을 내려다보는 도시의 전략적 위치 때문에 아이유브 술탄국은 1214년에서 1247년 사이에 살카드에 요새를 건설하여 십자군이 내륙 하우란으로 침입할 가능성에 대비했다. 또한 알아프달이 삼촌과 형제에 의해 이곳으로 추방되었다고도 전해진다.
십자군 전쟁 이후 도시의 중요성은 줄어들었고, 여름에 가축을 위한 목초지를 찾는 베두인족에 의해 간헐적으로 침략당했다.

### 오스만 시대
1596년, 살카드는 오스만 세금 등록부에 살하드(사르하드)로 나타났으며 하우란 산작의 바니 말리크 아스사디르 나히야의 일부였다. 55가구와 25명의 미혼 남성으로 구성된 이슬람교도 인구와 50가구와 20명의 미혼 남성으로 구성된 기독교인 인구가 있었다. 주민들은 밀, 보리, 여름 작물, 염소, 벌집에 대해 40%의 고정 세금을 납부했으며, 총 36,500 아크체였다.
1838년 엘리 스미스는 이곳이 폐허가 되었다고 언급했다.
가산조 혈통의 수많은 그리스 정교회 기독교인이 이 지역에 계속 남아있었다. 이 도시는 18세기 후반에 버려졌지만, 1858년부터 레바논산에서 온 드루즈와 그리스 정교회 기독교인 가족들에 의해 다시 인구가 채워졌다.
오스만 시대 동안, 이 도시는 알함단 가문과 나중에는 알아트라시 가문의 족장 하에 자발 엘 드루즈 지역의 많은 지역과 마찬가지로 봉건적인 자치권을 누렸다. 드루즈 현지인들이 자치권을 유지하기 위해 오스만 제국에 맞서 많은 전투가 이 지역에서 일어났다.

### 현대 시대
20세기 초, 이 도시는 1921년부터 1936년까지 프랑스 위임통치령 시리아 하의 드루즈국의 일부였으며, 이 국가는 술탄 알아트라시가 이끈 1925년부터 1927년까지의 시리아 대반란 이후 점차 시리아에 통합되었다.
이 도시는 현재 수와이다주 살카드 구의 중심이며, 시리아에서 가장 남쪽에 위치한 구역이다.

## 종교 건축물
- 침례자 요한 그리스 정교회
- 복음주의 침례 교회

## 기후
살카드는 쾨펜의 기후 구분: BSk)의 냉량 스텝 기후를 가진다. 겨울에는 여름보다 강수량이 많다. 살카드의 연평균 기온은 14.8 °C (58.6 °F)이다. 매년 약 291 mm (11.46 in)의 강수가 내린다.

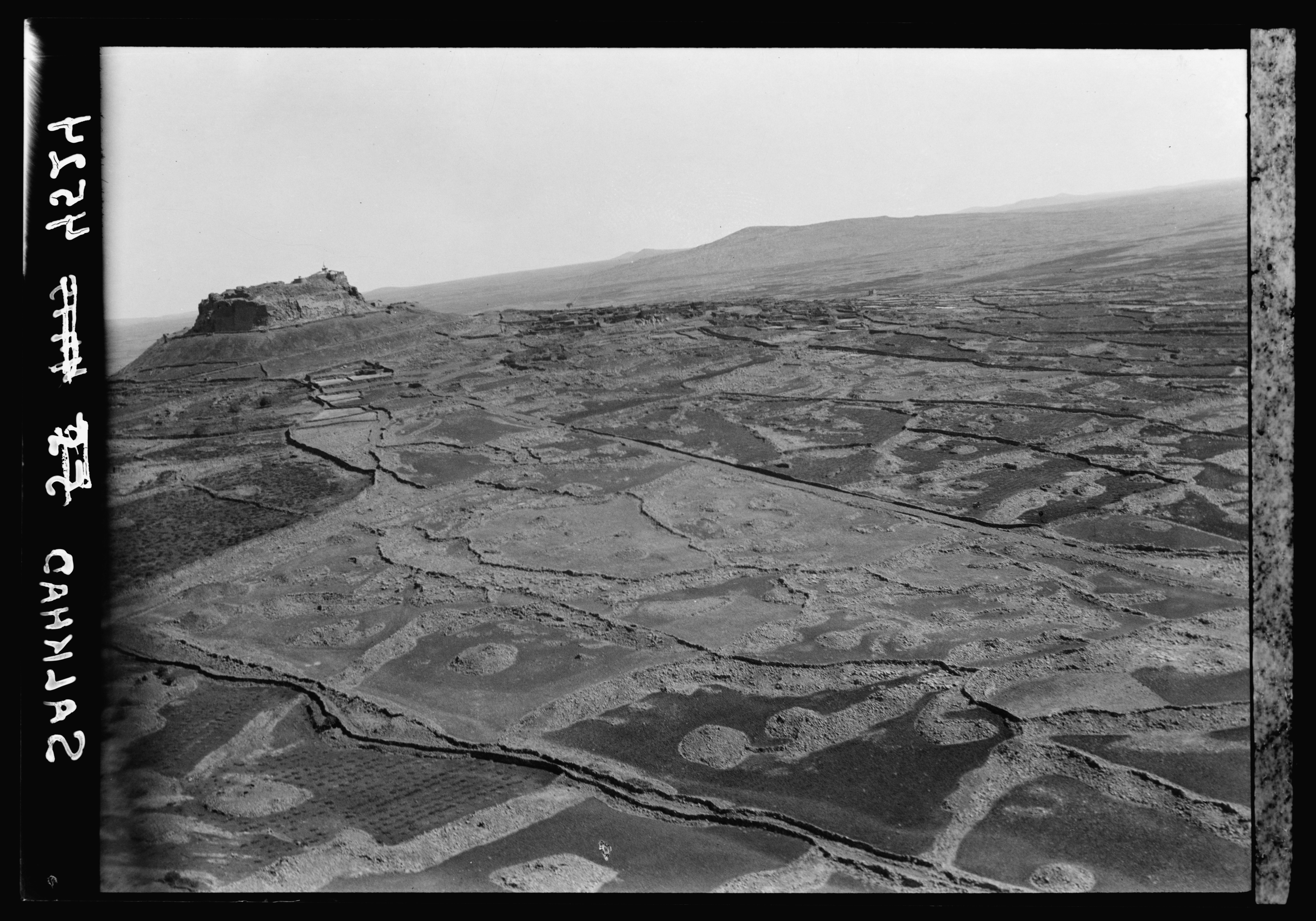
살카드 성, 1932년

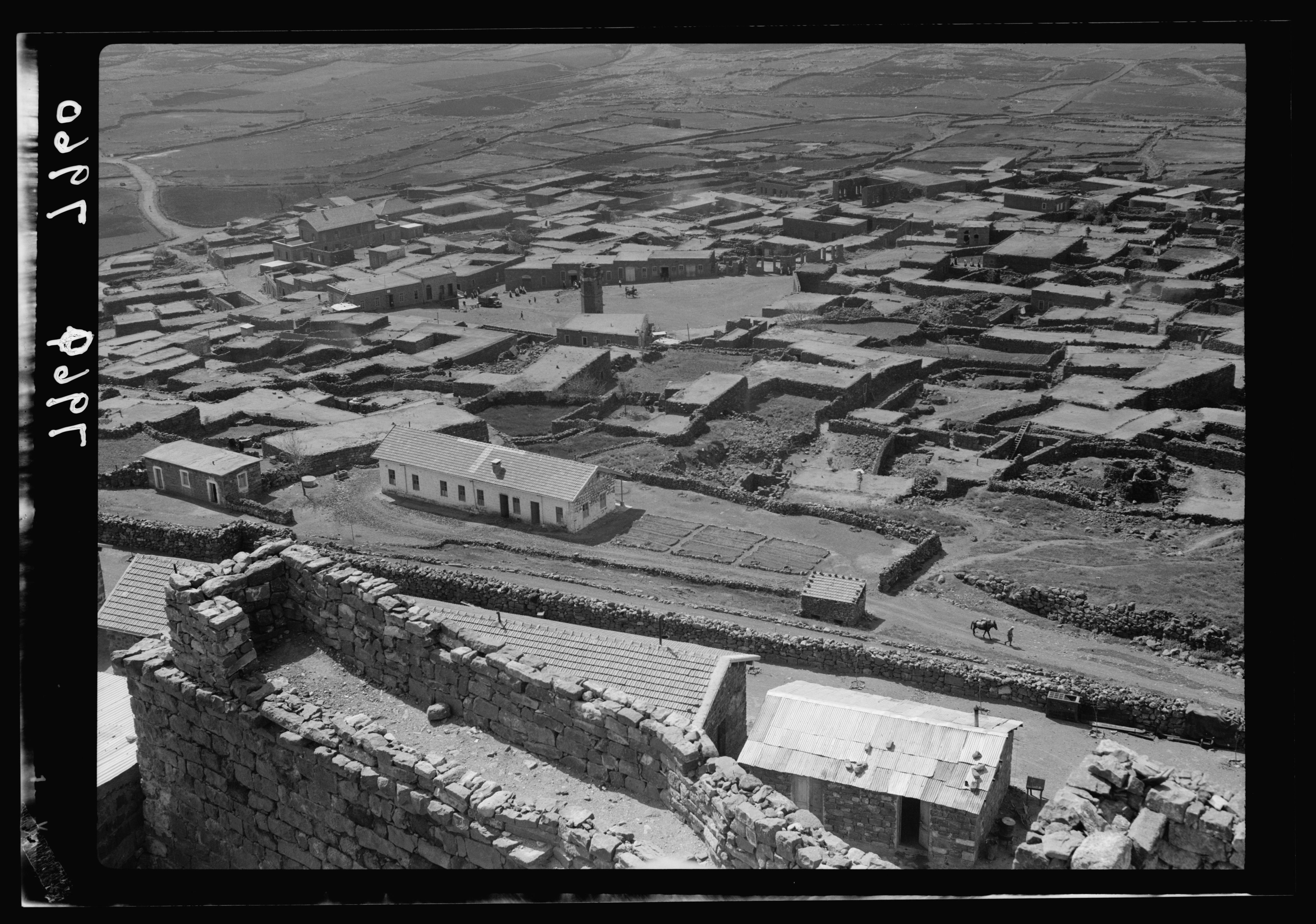
성에서 본 도시 전경, 1938년

| Salkhad, elevation 1,447 m (4,747 ft)의 기후 | Salkhad, elevation 1,447 m (4,747 ft)의 기후 | Salkhad, elevation 1,447 m (4,747 ft)의 기후 | Salkhad, elevation 1,447 m (4,747 ft)의 기후 | Salkhad, elevation 1,447 m (4,747 ft)의 기후 | Salkhad, elevation 1,447 m (4,747 ft)의 기후 | Salkhad, elevation 1,447 m (4,747 ft)의 기후 | Salkhad, elevation 1,447 m (4,747 ft)의 기후 | Salkhad, elevation 1,447 m (4,747 ft)의 기후 | Salkhad, elevation 1,447 m (4,747 ft)의 기후 | Salkhad, elevation 1,447 m (4,747 ft)의 기후 | Salkhad, elevation 1,447 m (4,747 ft)의 기후 | Salkhad, elevation 1,447 m (4,747 ft)의 기후 | Salkhad, elevation 1,447 m (4,747 ft)의 기후 |
| 월                                           | 1월                                          | 2월                                          | 3월                                          | 4월                                          | 5월                                          | 6월                                          | 7월                                          | 8월                                          | 9월                                          | 10월                                         | 11월                                         | 12월                                         | 연간                                         |
| -------------------------------------------- | -------------------------------------------- | -------------------------------------------- | -------------------------------------------- | -------------------------------------------- | -------------------------------------------- | -------------------------------------------- | -------------------------------------------- | -------------------------------------------- | -------------------------------------------- | -------------------------------------------- | -------------------------------------------- | -------------------------------------------- | -------------------------------------------- |
| 일평균 최고 기온 °C (°F)                     | 8.5 (47.3)                                   | 9.1 (48.4)                                   | 12.8 (55.0)                                  | 17.6 (63.7)                                  | 23.0 (73.4)                                  | 27.2 (81.0)                                  | 28.5 (83.3)                                  | 29.2 (84.6)                                  | 27.2 (81.0)                                  | 26.2 (79.2)                                  | 16.6 (61.9)                                  | 10.3 (50.5)                                  | 19.7 (67.4)                                  |
| 일일 평균 기온 °C (°F)                       | 3.4 (38.1)                                   | 5.3 (41.5)                                   | 8.3 (46.9)                                   | 12.6 (54.7)                                  | 17.2 (63.0)                                  | 21.1 (70.0)                                  | 22.5 (72.5)                                  | 23.1 (73.6)                                  | 21.2 (70.2)                                  | 19.2 (66.6)                                  | 11.8 (53.2)                                  | 6.5 (43.7)                                   | 14.4 (57.8)                                  |
| 일평균 최저 기온 °C (°F)                     | −1.8 (28.8)                                  | 1.5 (34.7)                                   | 3.7 (38.7)                                   | 7.5 (45.5)                                   | 11.5 (52.7)                                  | 14.8 (58.6)                                  | 16.3 (61.3)                                  | 17.0 (62.6)                                  | 15.3 (59.5)                                  | 12.1 (53.8)                                  | 7.1 (44.8)                                   | 2.5 (36.5)                                   | 9.0 (48.1)                                   |
| 평균 강수량 mm (인치)                        | 80 (3.1)                                     | 62 (2.4)                                     | 65 (2.6)                                     | 27 (1.1)                                     | 8 (0.3)                                      | 0 (0)                                        | 0 (0)                                        | 0 (0)                                        | 0 (0)                                        | 10 (0.4)                                     | 26 (1.0)                                     | 60 (2.4)                                     | 338 (13.3)                                   |
| 출처: FAO                                    |                                              |                                              |                                              |                                              |                                              |                                              |                                              |                                              |                                              |                                              |                                              |                                              |                                              |

## 고고학
살카드 요새는 도시 내 언덕에 위치한 가장 중요한 기념물로, 1214년에서 1247년 사이에 아이유브 술탄국이 십자군에 대한 방어의 일환으로 건설했다. 이 요새는 더 오래된 로마 요새 부지에 건설되었다고 전해진다. 도시의 주요 광장에는 육각형의 현무암 미나레트가 그대로 서 있다. 많은 로마 시대의 오래된 가옥들이 여전히 지역 주민들에 의해 부분적으로 거주되고 있다. 나바테아, 로마, 아이유브 시대의 무덤들도 장식적인 모티프와 함께 남아 있다.

## 같이 보기
- 시리아의 드루즈
- 시리아의 기독교인
- 시리아의 성 목록
- 살카드 점령

## 참고 자료
- Firro, Kais (1992). 《A History of the Druzes》 1. BRILL. ISBN 9004094377.
- Hütteroth, W.-D.; Abdulfattah, K. (1977). 《Historical Geography of Palestine, Transjordan and Southern Syria in the Late 16th Century》. Erlanger Geographische Arbeiten, Sonderband 5. Erlangen, Germany: Vorstand der Fränkischen Geographischen Gesellschaft. ISBN 3-920405-41-2.
- Robinson, E.; Smith, E. (1841). 《Biblical Researches in Palestine, Mount Sinai and Arabia Petraea: A Journal of Travels in the year 1838》 3. Boston: Crocker & Brewster.